# Carles Pirozzini i Martí
Carles Pirozzini i Martí (Barcelona, 17 d'agost de 1852-1938). Museògraf, crític d'art, col·leccionista i escriptor.

## Biografia
Fill de Joan Pirozzini Picuni, italià i Rosa Martí i Comella natural de Sabadell, Carles Pirozzini va passar part de la seva infància al Piemont. De retorn a Barcelona, va cursar estudis superiors i va iniciar la carrera de medicina, sense completar-la. El seu germà, Felip Pirozzini i Martí (1843-1876), mort prematurament, va ser un poeta premiat en els Jocs Florals. Pirozzini té també una producció escrita, ja que des del 1879 va exercir com a crític artístic en la revista La Renaixensa, va redactar diverses biografies d'artistes, entre les quals les de Vicent Rodés i Damià Campeny, i va cultivar la novel·la històrica i la poesia satírica. De ben jove, va freqüentar els ambients catalanistes i va formar part de l'entitat Jove Catalunya, conjuntament amb Pere Aldavert, Lluís Domènech i Montaner i Àngel Guimerà, entre d'altres. Així mateix, formà part de la comissió organitzadora del Primer Congrés Catalanista (1880). Entre els anys 1881 i 1882, va exercir la docència a l'Escola Oficial de Belles Arts de Barcelona -coneguda com la Llotja-, impartint interinament l'assignatura de teoria estètica i història de les arts. En aquells anys va exercir, des de la redacció de la revista La Renaixensa, una defensa aferrissada del projecte ideat per Joan Martorell per a la façana de la catedral de Barcelona, si bé finalment aquest projecte va ser rebutjat a favor de l'ideat per Josep Oriol Mestres.
L'any 1884, durant una estada circumstancial a Olot, va entrar en contacte, pel pintor Joaquim Vayreda, amb un exmilitar carlí, Eugenio R. Serrano de Casanova, que projectava realitzar una exposició universal a Barcelona. En aquells moments, Pirozzini treballava a l'ombra de Francesc de Paula Rius i Taulet, que seria alcalde de Barcelona quatre cops, en la secretaria de la comissió per a la realització del monument a Cristòfol Colom. Els contactes de Pirozzini amb el govern municipal donaran els seus fruits i Serrano de Casanova podrà fer arribar a l'ajuntament el seu compromís per organitzar l'exposició a canvi de la concessió dels drets d'explotació. Però aquest projecte privat va fracassar i el municipi va assumir la realització de l'esdeveniment, moment en què Pirozzini va passar a ser nomenat secretari general de l'Exposició Universal de 1888. En ell, juntament amb Elies Rogent i Lluís Rouvière i Bula, va recaure la responsabilitat de materialitzar l'exposició, la primera de l'estat espanyol, que es va celebrar el 1888 en els terrenys del parc de la Ciutadella. Després de l'exposició, Pirozzini va assumir la secretaria de la comissió encarregada de convertir els palaus que no van ser enderrocats després del certamen en museus.
L'any 1892 va ser nomenat funcionari municipal i fins al 1920 seria el cap de la secció municipal de museus i secretari de la Junta de Museus, així com un personatge clau en la política municipal d'adquisició de peces, en l'organització de les exposicions de Belles Arts i altres certamens artístics, com el Concurs anual d'edificis artístics, i també va participar en nombroses comissions monumentals. Va ser acadèmic de Sant Jordi i acadèmic corresponent de l'Academia de San Fernando, i va rebre diversos reconeixements internacionals. Posseïa una col·lecció de pintures i de ventalls que, en morir, va llegar als museus de la ciutat.